# يوسف أبو درة
يوسف سعيد صالح أبو درة الجرادات (1900 – 1940) من عشيرة الجرادات المعروفة في فلسطين وأحد قادة الثورة الفلسطينية الكبرى 1936–1939. ولد في قرية سيلة الحارثية قضاء جنين وتلقى دراسته الأولية في مدرستها واشتغل في الزراعة لبعض الوقت ولكنه اضطر إلى الانتقال إلى مدينة حيفا حيث عمل في السكة الحديد.
تعرف على الشيخ عز الدين القسام واعجب به وانضم إلى حلقته واشترك معه في معركة احراج يعبد التي استشهد فيها القسام مع نفر من اصحابه، وقد استطاع أبو درة ان يفلت من الطوق الذي ضربته القوات البريطانية حول الأحراج واختفى من الأعين بعض الوقت. وحين بدأت الثورة الفلسطينية الكبرى عام 1936 م التحق أبو درة بها تحت قيادة الشيخ عطية أحمد عوض قائد منطقة جنين، وهاجم ورفاقه المستعمرات والقلاع البريطانية والصهيونية في المنطقة المعتمدة ما بين جنين وحيفا.
وعندما استشهد الشيخ عطية في معركة اليامون تولى أبو درة قيادة المعركة التي حقق فيها الثوار الانتصار ثم اوكلت إليه قيادة المنطقة خلفا للشيخ عطية وأصبح واحدا من خمسة يقودون الثورة في فلسطين، وقد لمع اسمه وتمكن في خريف عام 1937 م ان يمد سيطرته من منطقة جنين إلى قضاء الناصرة ومنطقة حيفا ومن كبريات المعارك التي خاضها معركة الكرمل 28/11/1938 م وقد كان عدد مقاتليه في معركة أم الزينات (حيفا) بضع عشرات وعدد الجنود يتجاوز الألف تؤازرهم 13 طائرة واسفرت المعركة عن استشهاد خمسة من الثوار فقتل العشرات من البريطانيين وقد سرت شائعة عن استشهاد أبو درة، فأصدر بيانا وصف به المعركة وختمه يقول «هذا، واني أعلن الا صحة مطلقة للإشاعة القائلة اني، أنا يوسف سعيد أبو درة، قد أصبت بضرر ما».
هاجم مع رجاله سجن عتليت المحصن فاقتحمه وحرر سجناءه. وقد طوقه الجنود البريطانيون أكثر من مرة فكان يتمكن من الافلات منهم. كما ارسل أحد ثواره فقتل (موفت) حاكم جنين ومساعد لواء نابلس وهو في مكتبه، ولما توقفت الثورة عام 1939م انسحب إلى دمشق ثم الأردن فاعتقلته دورية من الجيش الأردني وهو في الطريق واحتجز لفترة في الكرك ثم سلمه الجنرال غلوب باشا إلى سلطة الانتداب البريطاني التي حكمت عليه بالإعدام وقد نفذ فيه الحكم في الأردن ونقل جثمانه إلى القدس حيث تم تسليم الجثمان إلى أهل الشهيد ومن ثم إلى مثواه الأخير في السيلة الحارثية ودفن فيها في 1940.

## الثبت المرجعي
- Bar-Ilan Studies in History: Confrontation and Coexistence. Artzi. Bar-Ilan University Press. 1978. مؤرشف من الأصل في 2016-04-25. {{استشهاد بكتاب}}: الوسيط |الأول= يفتقد |الأخير= (مساعدة)صيانة الاستشهاد: آخرون (link)
- A History of the Druzes. Firro. BRILL. ج. 1. 1992. ISBN:9004094377. مؤرشف من الأصل في 2019-12-04. {{استشهاد بكتاب}}: الوسيط |الأول= يفتقد |الأخير= (مساعدة)صيانة الاستشهاد: آخرون (link)
- Great Britain and the East. Great Britain and the East, Limited. ج. 53. 1939.
- Anthology of Modern Palestinian Literature. Jayyusi. Columbia University Press. 1992. ISBN:9780231075084. مؤرشف من الأصل في 2016-05-08. {{استشهاد بكتاب}}: الوسيط |الأول= يفتقد |الأخير= (مساعدة)صيانة الاستشهاد: آخرون (link)
- Islamic Politics in Palestine. Milton-Edwards. I.B. Tauris. 1999. مؤرشف من الأصل في 2021-09-13. {{استشهاد بكتاب}}: الوسيط |الأول= يفتقد |الأخير= (مساعدة)صيانة الاستشهاد: آخرون (link)
- The Road to Jerusalem: Glubb Pasha, Palestine and the Jews. Morris. I. B. Tauris. 2003. ISBN:9781860649899. مؤرشف من الأصل في 2016-05-04. {{استشهاد بكتاب}}: الوسيط |الأول= يفتقد |الأخير= (مساعدة)صيانة الاستشهاد: آخرون (link)
- Israel between East and West: a study in human relations. Patai. Greenwood Pub. Corp. 1970. مؤرشف من الأصل في 2016-05-29. {{استشهاد بكتاب}}: الوسيط |الأول= يفتقد |الأخير= (مساعدة)صيانة الاستشهاد: آخرون (link)
- One Palestine, Complete. Segev. Metropolitan Books. 1999. ISBN:0-8050-4848-0. مؤرشف من الأصل في 2022-06-20. {{استشهاد بكتاب}}: الوسيط |الأول= يفتقد |الأخير= (مساعدة)صيانة الاستشهاد: آخرون (link)
- Memories of Revolt: The 1936–1939 Rebellion and the Palestinian National Past. Swedenburg. University of Arkansas Press. 2003. ISBN:1610752635. مؤرشف من الأصل في 2020-08-11. {{استشهاد بكتاب}}: الوسيط |الأول= يفتقد |الأخير= (مساعدة)صيانة الاستشهاد: آخرون (link)
- Empires of Intelligence: Security Services and Colonial Disorder After 1914. Thomas. University of California Press. 2008. ISBN:0520933745. مؤرشف من الأصل في 2020-10-14. {{استشهاد بكتاب}}: الوسيط |الأول= يفتقد |الأخير= (مساعدة)صيانة الاستشهاد: آخرون (link)

1. ↑  Stendel، Ori (1996). The Arabs in Israel. Sussex Academic Press. ص. 187. ISBN:9781898723240. مؤرشف من الأصل في 2020-04-06.
2. ↑  132 نسخة محفوظة 29 مارس 2016 على موقع واي باك مشين.
3. ↑  مصطفى مراد الدباغ: بلادنا فلسطين، ج3، ق2، بيروت 1971
4. ↑  أكرم زعيتر: وثائق الحركة الوطنية الفلسطينية (1918-1939)، بيروت 1979